# Dragon Ball Z: Dokkan Battle
Dragon Ball Z: Dokkan Battle es un juego para dispositivos móviles basado en la franquicia de anime Dragon Ball. Fue lanzado en Japón el 30 de enero de 2015 para Android y 19 de febrero de 2015 para iOS, y más tarde fue lanzado globalmente el 17 de julio de 2015. El juego ha facturado más de 2 mil millones de dólares.

## Argumento
Es una historia alternativa donde Trunks viaja a avisar a Vegeta, Krilin, Bulma, etc. Sin embargo, por un desvío o fallo de la máquina del tiempo, aparece en una dimensión diferente, pero el Kaio del Norte, que es uno de los 4 guardianes de la frontera del universo, se da cuenta de que Trunks está en otra dimensión diferente y te pide ayuda para volver y avisar a sus amigos.

## Los Summons
Los summons o invocaciones son la adquisión de personajes para la forma de equipos. La manera general para poder comprar miembros para tu escuadrón es con la moneda propia del juego, las Dragon Stones, aunque también hay summons que son disponibles a partir de tickets adquiridos mediante misiones o de pago, o por ulitma opción "Friend Summon", mediante "Friend Points", conseguidos mediante la realización de "Quests" o "Events" teniendo un Leader Friend.
Existen variedad de invocaciones como son las dedicadas a un solo tipo, de miembros pertenecientes a categorías concretas, unidades nombradas como "Dokkan Festival", los "Legendary Summon", entre otros.
En ciertos eventos, como puede ser Navidad, existe un "Step-Up" Banner: Este se diferencia por cada paso realizado, cada invocación, te garantiza un personaje con una condición única. En la invocación del año 2020, hubo 5 pasos:
1.º paso. Garantiza una unidad que puede ser Z-Awakenable
2.º/ 3.º/ 4.º paso. Unidades garantizadas a tener una "Leader Category Skill"
5.º paso. Obtención de un poderoso LR

## Rarezas
Las rarezas de los personajes son: N= Normales R= Raros SR= Super Raro SSR= Super Super Raro UR= Ultra Raro LR= Legendario. Cada nivel de rareza conlleva un aumento de costos de personaje y estadísticas (ATK, DEF, HP). Además existen diferentes tipos de personajes como los AGL (representados con el color azul), los TEQ (color verde), los INT (color morado), los PHY (color naranja) y los STR (color rojo), la importancia de estos colores radica en una ruleta, en la que cierto color le saca ventaja de daño y defensa a otro, esta sería: AGL > STR > PHY > INT > TEQ > AGL.

## Leader Skill
Las Leader Skills, o habilidades de líder, son muy importantes a la hora de formar tu equipo, estas se activan en todo momento de la batalla. Las más valiosas son las de los llamados "God Leaders" (por ejemplo "KI + 3 ATK, HP, DEF + 170%") que son muy útiles a la hora de lograr completar un súper battle Road o el Legendary Goku event.
Existen otras Leader Skills que tienen un mayor aumento de estadísticas, los llamados "Neo God Leader", las cuales dan boost a su mismo tipo (AGL-STR-PHY-INT-TEQ) y de su misma clase (SUPER o EXTREME).
Ejemplo: Super Gogeta es de tipo "Super INT" el cual tiene la Leader Skill "Super INT type KI + 3 HP, ATK, DEF + 130%"(con el eza).
Hay otros tipos de leader skills que aumentan las estadísticas a personajes dentro de cierta categoría: por ejemplo hay una categoría de "pure saiyans", otra de "super saiyan", "movie bosses", etc. Estas son las leader skills que más aumentan las estadísticas, un ejemplo es phy beerus, y su leader skill es la siguiente:"Explosion of Anger" or "Realm of Gods" Category Ki +3, HP +130% and ATK & DEF +170%.

## Passive Skill
Las habilidades pasivas son una habilidades propias del personaje, la cual puede influir en cualquier aspecto. Algunos ejemplos son:
· Aumento de estadísticas base como puede ser ATK o DEF, tanto a la unidad propia como a los demás miembros del equipo, en caso de unidades de "apoyo"
· Cambio del color de las orbes dentro de la partida. Ej: AGL > STR
· Reducción % del daño total recibido
· Evasión de ataques del enemigo
· Contraataque de ataques enemigos, incluyendo en algunos casos, del Super ATK
Ciertas unidades pueden poseer condiciones para que puedan ser activadas. 
La unidad a nombrar puede ser: (Majesty of the Might) Jiren (Full Power) tiene la siguiente pasiva (Value of Victory) : "ATK & DEF +200%; Ki +1 con cada ataque recibido (hasta +5 de Ki); ataca efectivamente contra todos los Tipos si el enemigo objetivo se encuentra en efectos de "ATK bajado" o "DEF bajada"; realiza un ataque crítico si la unidad esta aturdida."

## Active Skill
Estas habilidades activas, mecánica surgidas en el 4.º aniversario, pueden otorgan un incremento en las cualidades del personaje y/o aliados, una transformación e incluso un Super ATK pero único. Volviendo al caso de (Majesty of the Might) Jiren (Full Power). La habilidad activa, nombrada (Strength is Everything), esta pasiva "ATK & DEF +30%, baja a los enemigos ATK & DEF -30% y aturde a todos los enemigos durante 1 turno; la condición para ser activada es: haber recibido 5 veces daño durante el transcurso de la batalla (uso único).